# Улянь
Уля́нь (кит. упр. 五莲, пиньинь Wǔlián) — уезд городского округа Жичжао провинции Шаньдун (КНР). Уезд назван в честь гор Уляньшань.

## История
Когда в 1937 году началась война с Японией, эти земли быстро оказались под японской оккупацией. Действующие в японском тылу партизаны-коммунисты стали создавать свои органы управления, чьи зоны ответственности не совпадали с существовавшими до войны границами административных единиц. По окончании войны с Японией разразилась гражданская война, в которой эти места были прочной базой коммунистов. В 1947 году из смежных земель уездов Жичжао, Цзюй и Чжучэн был создан уезд Улянь.
В 1950 году в составе провинции Шаньдун был образован Специальный район Цзяочжоу (胶州专区), и уезд вошёл в его состав. В марте 1956 года Специальный район Цзяочжоу был расформирован, и уезд Улянь был передан в состав Специального района Чанвэй (昌潍专区). В 1970 году Специальный район Чанвэй был переименован в Округ Чанвэй (昌潍地区). В 1981 году округ Чанвэй был переименован в округ Вэйфан (潍坊地区), а в 1983 году округ Вэйфан был преобразован в городской округ Вэйфан.
В 1992 году уезд Улянь был передан в состав городского округа Жичжао.

## Административное деление
Уезд делится на 1 уличный комитет, 9 посёлков и 2 волости.